# Ifira
Ifira (englisch Ifira Island) ist eine kleine Insel in der Provinz Shefa des Inselstaats Vanuatu im Korallenmeer.
Die dicht besiedelte Insel liegt im Osten der Mele Bay, knapp zwei Kilometer südwestlich des Zentrums von Port Vila, der vanuatischen Hauptstadt auf der Insel Efate.
2015 hatte Ifira 721 Einwohner.